# María de Brabante (1226-1256)
María de Brabante (1226-Donauwörth, 18 de enero de 1256) fue duquesa consorte de Baviera como la primera de las tres esposas de Luis II, duque de Baviera.

## Familia
María fue la quinta de los seis hijos de Enrique II de Brabante con su primera esposa, María de Suabia, hija del rey Felipe de Suabia.
Algunos de sus hermanos fueron Enrique III de Brabante y Matilde de Brabante, condesa de Artois. Después de la muerte de su madre, su padre se casó en segundas nupcias con Sofía de Turingia; de este matrimonio obtuvo dos medio hermanos, incluyendo a Enrique I de Hesse.

## Matrimonio
El 2 de agosto de 1254, María contrajo matrimonio con Luis II, duque de Baviera. Estuvieron casados sólo dos años y no tuvieron hijos.

## Ejecución

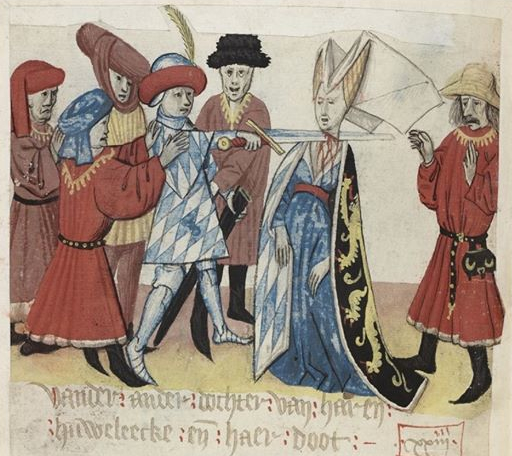
La ejecución de María, retratada por Jan van Boendale.

María fue ejecutada por decapitación en Donauwörth el 18 de enero de 1256, después de ser acusada de adulterio por su marido, de acuerdo con la práctica de ejecución para las mujeres encontradas culpables de tal crimen; sin embargo, nunca se pudieron validar las pruebas de adulterio en su contra. Como expiación, Luis fundó la abadía de Fürstenfeld (Fürstenfeldbruck) de carácter cisterciense, cerca de Múnich.
Según diversas fuentes, María envió dos cartas a su esposo para convencerlo de que pusiera fin al asedio y regresara a Donauwörth, pues se sentía abandonada allí mientras él estaba en guerra con el príncipe-obispo de Augsburgo. Una carta fue para él, la otra para un caballero vasallo. Las misivas se intercambiaron accidentalmente, y al recibir una carta destinada a otro, creyó que María estaba teniendo una aventura. Regresó furioso a Donauwörth, donde ordenó decapitar a su mujer y arrojar a sus dos damas de honor desde las almenas del castillo. Hizo matar al vizconde porque se negó a ejecutar a María. El proceso se reveló irregular, porque él no había presentado ninguna prueba válida del supuesto adulterio. Lleno de remordimiento, consultó al papa Alejandro IV que como expiación le dio dos opciones: ir a una cruzada o erigir un monasterio. Luis eligió lo segundo y fundó la abadía. Se casó después en dos ocasiones más.
María de Brabante está enterrada en un mausoleo en la Iglesia de la Santa Cruz de Donauwörth, que formaba parte de un monasterio benedictino en su época. Hay también una placa conmemorativa en memoria de las dos damas de honor.
La trágica historia fue trasmitida por los juglares en baladas y poemas. Friedrich Bruckbräu escribió una obra de teatro sobre el hecho a principios del siglo XIX.